# American Journal of Psychology
L'American Journal of Psychology è una rivista dedicata principalmente alla psicologia sperimentale. È la prima rivista di questo tipo ad essere pubblicata in lingua inglese (sebbene Mind, fondata nel 1876, abbia pubblicato alcuni articoli di psicologia sperimentale in precedenza). L'AJP è stata fondata nel 1887 dallo psicologo Granville Stanley Hall (Johns Hopkins University). Questa rivista trimestrale ha pubblicato diversi articoli innovativi nel campo della psicologia. L'AJP studia la scienza del comportamento e della mente, pubblicando ricerche originali basate sulla psicologia sperimentale, presentazioni teoriche, analisi teoriche e sperimentali combinate, commenti storici e recensioni dettagliate di libri famosi.

## Indicizzazione
Gli abstract e gli articoli della rivista sono indicizzati da: Academic ASAP, JSTOR, BIOSIS e Scopus.

## Articoli notevoli
- Sanford Bell, A preliminary study of the emotion of love between the sexes, in The American Journal of Psychology, University of Illinois Press ,luglio 1902, vol. 13, n. 4, pp. 325-354. JSTOR 1412557 (primo articolo sulla sessualità infantile[1])
- Kaufman, E.L., Lord, M.W., Reese, T.W., & Volkmann, J., The discrimination of visual number, in American Journal of Psychology, vol. 62, n. 4, The American Journal of Psychology, 1949,  pp. 498–525, DOI:10.2307/1418556, JSTOR 1418556, PMID 15392567. (subitizing)
- Frank C. Davis, Aesthetic proportion in American Journal of Psychology, 45, 298-302, 1933. DOI: 10.2307/1414281, JSTOR 1414281 (rettangolo aureo)